# یوری تیوکالوف
یوری تیوکالوف (روسی: Юрий Серге́евич Тюкалов؛ ۴ ژوئیهٔ ۱۹۳۰ – ۱۹ فوریهٔ ۲۰۱۸) قایقران روئینگ اهل اتحاد جماهیر شوروی سوسیالیستی بود.
وی همچنین برندهٔ جوایزی همچون مدال دفاع از لنینگراد شده‌است.
وی در مسابقات کشوری و بین‌المللی در مجموع برندهٔ ۶ مدال طلا، ۱ مدال نقره، ۱ مدال برنز شده‌است.